# ليرنابار (آراغاتسوتن)
مدينة ليرنابار (بالإنجليزية: Lernapar) هي إحدى المدن التابعة لمقاطعة آراغاتسوتن وتقع شمال آشتاراك في أرمينيا، يقدر عدد سكانها بـ 597 نسمة حسب الإحصاء الذي جرى عام 2011.

## معرض صور

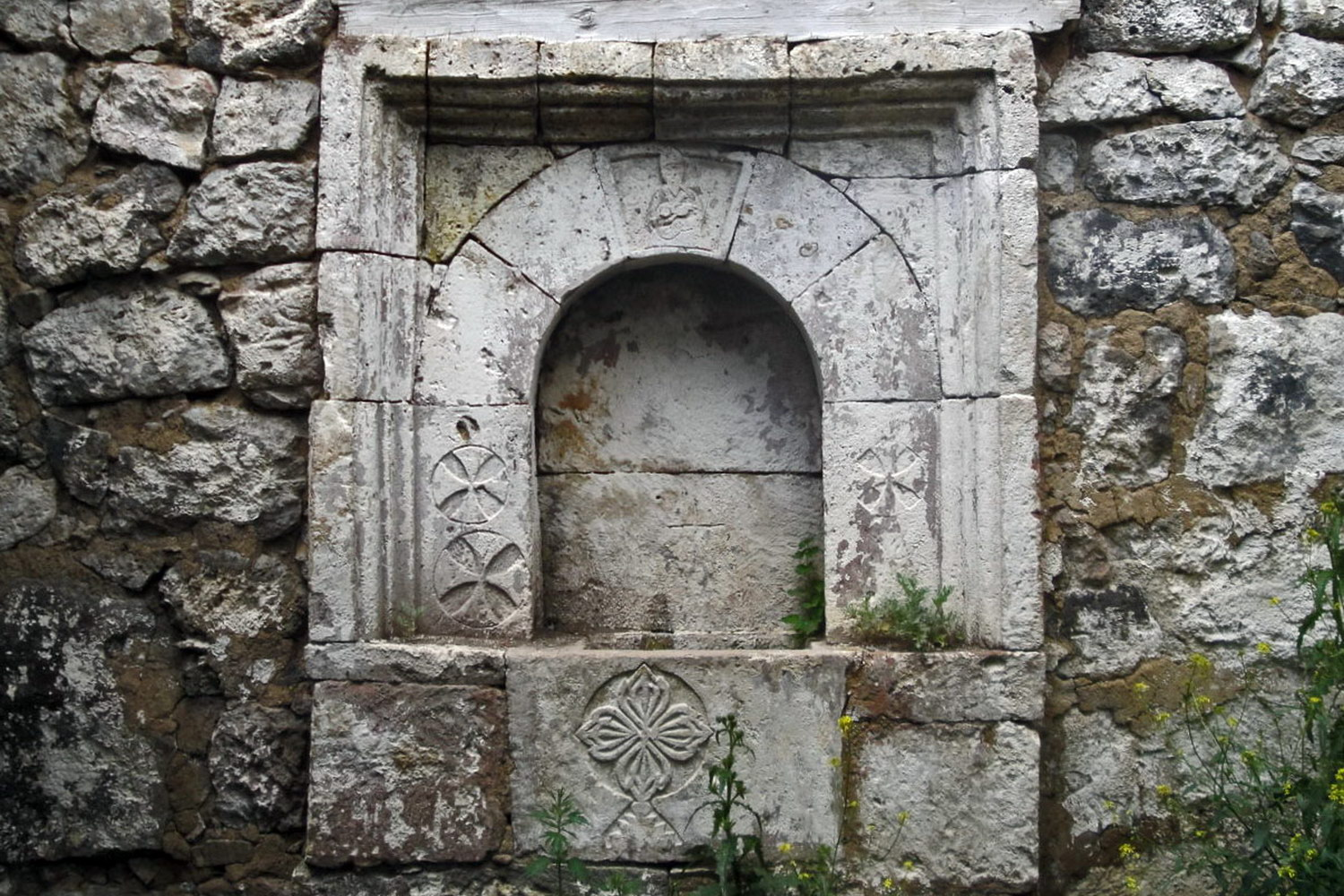
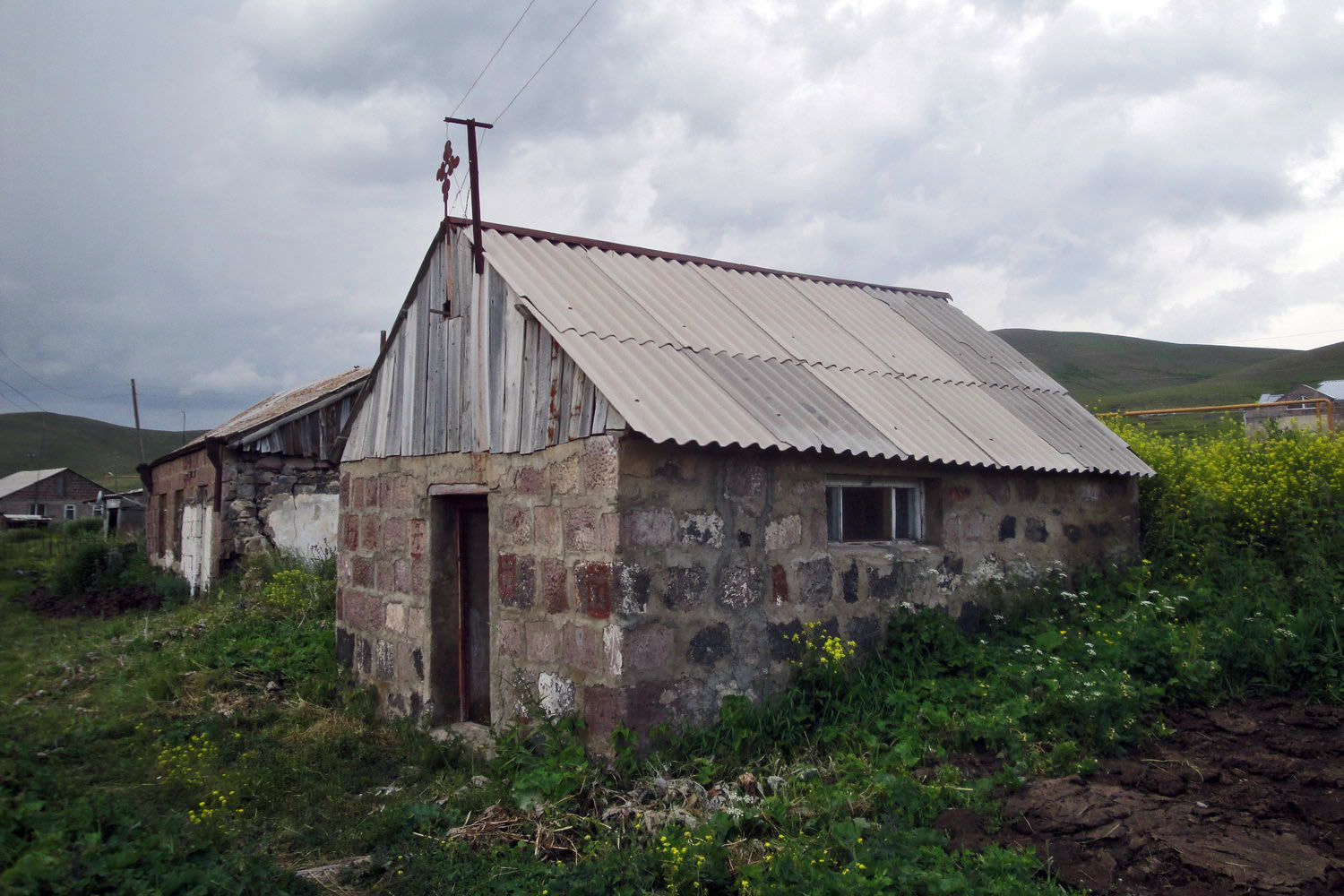
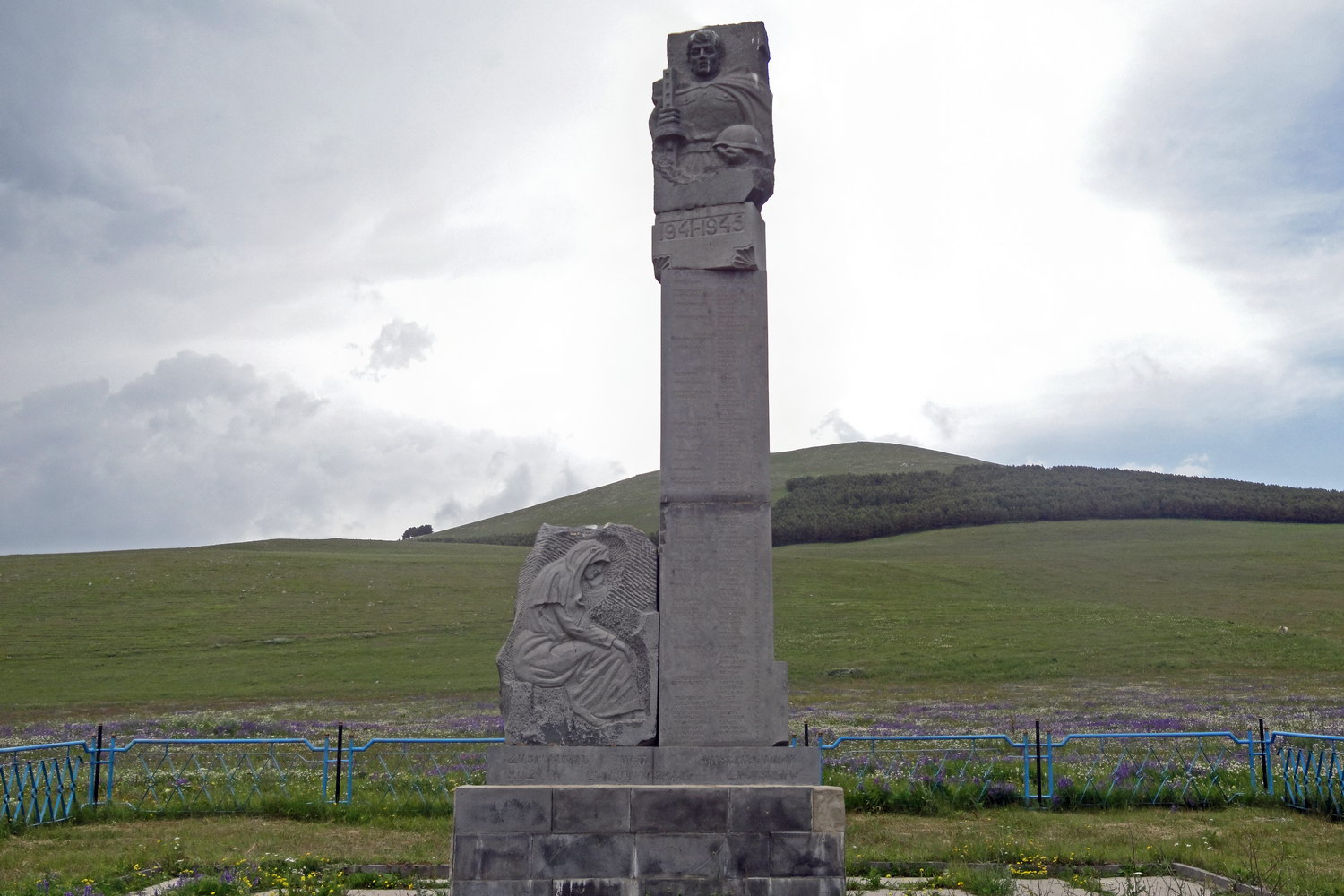
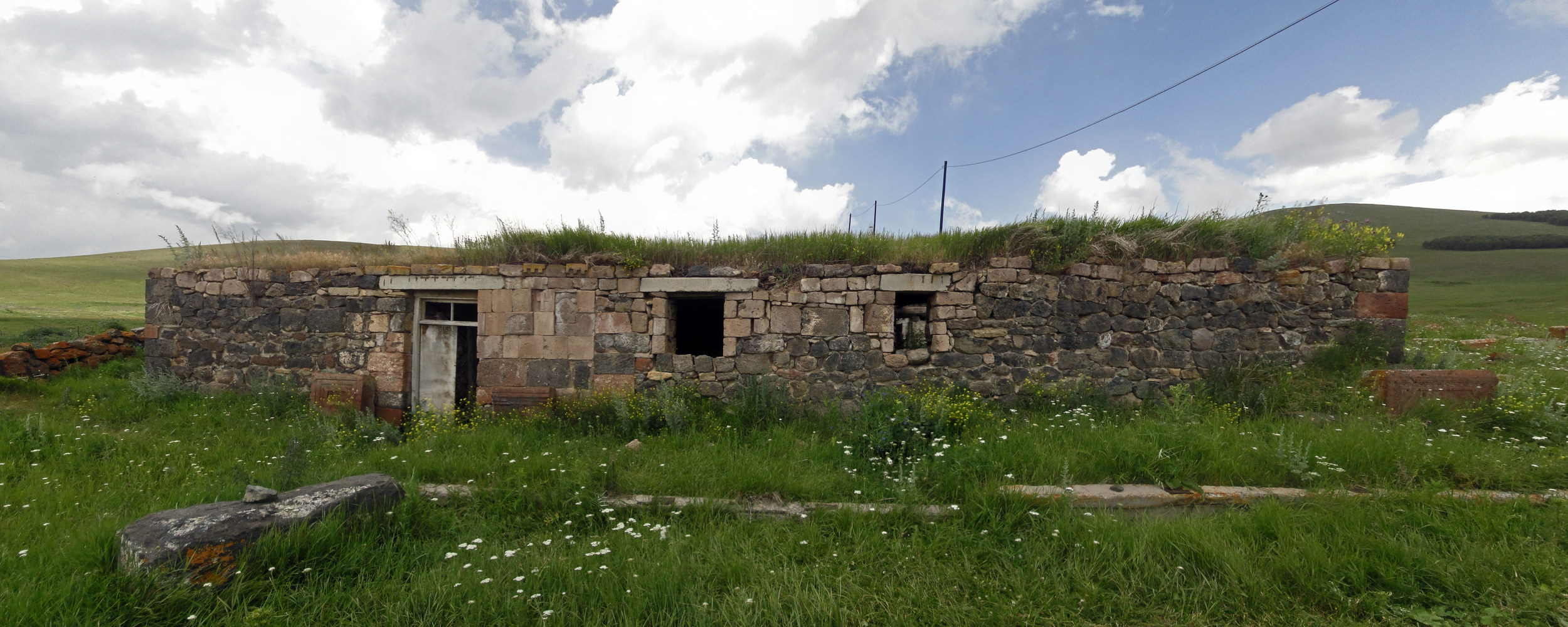